# Teriakovce
Teriakovce est un village de Slovaquie situé dans la région de Prešov.

## Histoire
Première mention écrite du village en 1385.

## Démographie

### Évolution de la population
| Année:               | 1994. | 2004.   | 2014.    | 2024.    |
| -------------------- | ----- | ------- | -------- | -------- |
| Nombre de personnes: | 387   | 392     | 651      | 1241     |
| Différence:          |       | +1,29 % | +66,07 % | +90,62 % |

| Année:               | 2023. | 2024.   |
| -------------------- | ----- | ------- |
| Nombre de personnes: | 1204  | 1241    |
| Différence:          |       | +3,07 % |